# 2015-16 ボルシア・ドルトムント
2015-16 ボルシア・ドルトムントは、ボルシア・ドルトムントの2015-16シーズンの成績を詳述する。

## ユニフォーム
| ホーム | アウェイ | サード |

## 加入・移籍選手

### IN
| No. | Pos | 選手名               | 前所属                       | 移籍タイプ     | ウィンドウ | 契約満了年 | 移籍金   | 備考  |
| 27  | MF  | ゴンサロ・カストロ   | バイエル・レバークーゼン     | 完全移籍       | 夏季       | 2019年     | €1,100万 | [ 1 ] |
| 33  | MF  | ユリアン・ヴァイグル | TSV1860ミュンヘン            | 完全移籍       | 夏季       | 2019年     | €250万   | [ 2 ] |
| 38  | GK  | ロマン・ビュルキ     | SCフライブルク               | 完全移籍       | 夏季       | 2019年     | €350万   | [ 3 ] |
| 07  | MF  | ヨナス・ホフマン     | 1.FSVマインツ05              | レンタルバック | 夏季       | 2018年     | フリー   |       |
| 14  | MF  | モリッツ・ライトナー | VfBシュトゥットガルト        | レンタルバック | 夏季       | 2017年     | フリー   |       |
| 03  | DF  | 朴柱昊               | 1.FSVマインツ05              | 完全移籍       | 夏季       | 2018年     | €300万   | [ 4 ] |
| 09  | MF  | アドナン・ヤヌザイ   | マンチェスター・ユナイテッド | レンタル移籍   | 2016年     | 夏季       | フリー   | [ 5 ] |

### OUT
| No. | Pos | 選手名                     | 移籍先                       | 移籍タイプ     | ウィンドウ | 移籍金                           | 備考   |
| 05  | MF  | セバスティアン・ケール     |                              | 引退           | 夏季       | フリー                           | [ 6 ]  |
| 33  | GK  | ズラタン・アロメロヴィッチ | 1.FCカイザースラウテルン     | 完全移籍       | 夏季       | €20万                            | [ 7 ]  |
| 22  | GK  | ミッチェル・ランゲラック   | VfBシュトゥットガルト        | 完全移籍       | 夏季       | €350万                           | [ 8 ]  |
| 14  | MF  | ミロシュ・ヨイッチ         | 1.FCケルン                   | 完全移籍       | 夏季       | €300万                           | [ 9 ]  |
| 09  | FW  | チーロ・インモービレ       | セビージャ                   | レンタル移籍   | 夏季       | €300万                           | [ 10 ] |
| 23  | MF  | ケヴィン・カンプル         | バイエル・レバークーゼン     | 完全移籍       | 夏季       | €1,150万                         | [ 11 ] |
| 40  | DF  | イェレミー・ドゥジャク     | FCザンクトパウリ             | 完全移籍       | 夏季       | €50万                            | [ 12 ] |
| 21  | MF  | オリヴァー・キルヒ         | SCパーダーボルン07           | 完全移籍       | 夏季       | フリー                           | [ 13 ] |
| 16  | MF  | ヤクブ・ブワシュチコフスキ | フィオレンティーナ           | レンタル移籍   | 夏季       | €100万(€600万の買取オプション付) | [ 14 ] |
| 19  | MF  | ケヴィン・グロスクロイツ   | ガラタサライ                 | 完全移籍       | 夏季       | €150万                           | [ 15 ] |
| 07  | MF  | ヨナス・ホフマン           | ボルシアMG                   | 完全移籍       | 冬季       | €800万                           | [ 16 ] |
| 09  | MF  | アドナン・ヤヌザイ         | マンチェスター・ユナイテッド | レンタルバック | 冬季       | フリー                           | [ 17 ] |
| 35  | DF  | パスカル・シュテンツェル   | SCフライブルク               | レンタル移籍   | 冬季       | 不明                             | [ 18 ] |

## 結果
試合開始時間は、特別な記述が無い場合、2015年10月25日から2016年3月26日まではCET(UTC+1)、それ以外はCEST(UTC+2)。

### プレシーズン
| 親善試合 2015年7月3日 | VfLレーデ | 0 - 5          | ボルシア・ドルトムント                                                                        | レーデ          |  |
| 18:30                 |           | クラブレポート | ギュンドアン 12分 · ムヒタリアン 19分 · ヨアニディス 21分 · シュテンツェル 52分 · 丸岡満 87分 | 観客数: 7,500人 |  |

| 親善試合 (35分ハーフ) 2015年7月4日 | ボルシア・ドルトムント | 17 - 0         | チーム・ゴールド | ドルトムント                                        |  |
| 14:30                              | ブワシュチコフスキ 3分, 21分 · オーバメヤン 6分, 12分, 16分 · カンプル 8分 · 丸岡満 36分 · ブレンデル 37分 (o.g.) · ホフマン 39分, 47分, 53分 · ロイス 40分 · インモービレ 43分, 58分, 63分 · シュテンツェル 45分 · カストロ 48分 | クラブレポート |                  | 競技場: ジグナル・イドゥナ・パルク 観客数: 41,200人 |  |

| 親善試合 2015年7月7日 | 川崎フロンターレ | 0 - 6          | ボルシア・ドルトムント                                                             | 川崎                                      |  |
| 19:00 (UTC+9)         |                  | クラブレポート | 香川真司 5分, 36分 · オーバメヤン 53分, 57分 · 丸岡満 59分 · スタンコヴィッチ 80分 | 競技場: 等々力陸上競技場 観客数: 24,650人 |  |

| 親善試合 2015年7月9日 | ジョホール・ダルル・タクジム                                                                          | 6 - 1          | ボルシア・ドルトムント | ジョホールバル               |  |
| 21:45 (UTC+8)         | ギュンドアン 22分 · オーバメヤン 29分 · カンプル 32分 · 香川真司 74分 · ドゥジャク 82分 · ロイス 90分 | クラブレポート | スティーブン 40分      | 競技場: ラルキン・スタジアム |  |

| 親善試合 2015年7月17日 | VfLボーフム                               | 2 - 1          | ボルシア・ドルトムント | ボーフム                                                                   |  |
| 20:00                  | テッラッツィーノ 33分 · ホーグラント 59分 | クラブレポート | ドゥジャク 80分        | 競技場: ルールシュタディオン 観客数: 28,000人 主審: ゼーレン・シュトルクス |  |

| 親善試合 2015年7月21日 | FCルツェルン  | 1 - 4          | ボルシア・ドルトムント                                        | ルツェルン                                                         |  |
| 19:30                  | チリャク 70分 | クラブレポート | ロイス 10分 · カンプル 22分 · フメルス 51分 · ライトナー 69分 | 競技場: スイスポルアレーナ 観客数: 12,258人 主審: ニコライ・ヘンニ |  |

| 親善試合 2015年7月25日 | ボルシア・ドルトムント          | 2 - 0          | ユヴェントス | ザンクト・ガレン                                                  |  |
| 19:05                  | オーバメヤン 40分 · ロイス 64分 | クラブレポート |              | 競技場: AFGアレーナ 観客数: 19,694人 主審: アドリアン・ジャコッテ |  |

| 親善試合 2015年8月1日 | ボルシア・ドルトムント    | 2 - 0          | レアル・ベティス | ヴッパータール                                                                 |  |
| 15:30                 | ラモス 40分 · キルヒ 84分 | クラブレポート |                  | 競技場: シュタディオン・アム・ツォー 観客数: 11,434人 主審: パトリック・アルト |  |

### ブンデスリーガ

#### 成績サマリー
| 通算 | 通算 | 通算 | 通算 | 通算 | 通算 | 通算 | 通算 | ホーム | ホーム | ホーム | ホーム | ホーム | ホーム | アウェー | アウェー | アウェー | アウェー | アウェー | アウェー |
| 試   | 勝   | 分   | 敗   | 得   | 失   | 差   | 勝点 | 勝     | 分     | 敗     | 得     | 失     | 差     | 勝       | 分       | 敗       | 得       | 失       | 差       |
| ---- | ---- | ---- | ---- | ---- | ---- | ---- | ---- | ------ | ------ | ------ | ------ | ------ | ------ | -------- | -------- | -------- | -------- | -------- | -------- |
| 27   | 20   | 4    | 3    | 64   | 26   | +38  | 64   | 11     | 2      | 0      | 36     | 9      | +27    | 9        | 2        | 3        | 28       | 17       | +11      |

#### 節別成績表
| 節     | 1 | 2 | 3 | 4 | 5 | 6 | 7 | 8 | 9 | 10 | 11 | 12 | 13 | 14 | 15 | 16 | 17 | 18 | 19 | 20 | 21 | 22 | 23 | 24 | 25 | 26 | 27 | 28 | 29 | 30 | 31 | 32 | 33 | 34 |
| ------ | - | - | - | - | - | - | - | - | - | -- | -- | -- | -- | -- | -- | -- | -- | -- | -- | -- | -- | -- | -- | -- | -- | -- | -- | -- | -- | -- | -- | -- | -- | -- |
| 開催地 | H | A | H | A | H | A | H | A | A | H  | A  | H  | A  | H  | A  | H  | A  | A  | H  | A  | H  | A  | H  | A  | H  | H  | A  | H  | A  | H  | A  | H  | A  | H  |
| 結果   | W | W | W | W | W | D | D | L | W | W  | W  | W  | L  | W  | W  | W  | L  | W  | W  | D  | W  | W  | W  | W  | D  | W  | W  |    |    |    |    |    |    |    |
| 順位   | 2 | 1 | 1 | 1 | 1 | 2 | 2 | 2 | 2 | 2  | 2  | 2  | 2  | 2  | 2  | 2  | 2  | 2  | 2  | 2  | 2  | 2  | 2  | 2  | 2  | 2  | 2  | 2  |    |    |    |    |    |    |

最終更新日：2016年3月20日.
出典：Kicker

開催地：A = アウェー、H = ホーム。結果： D = 引き分け、 L = 敗戦、W = 勝利。

#### 順位表
| 順 | チーム                 | 試 | 勝 | 分 | 敗 | 得 | 失 | 差  | 点 | 出場権または降格                                       |
| -- | ---------------------- | -- | -- | -- | -- | -- | -- | --- | -- | ------------------------------------------------------ |
| 1  | バイエルン・ミュンヘン | 27 | 22 | 3  | 2  | 65 | 13 | +52 | 69 | UEFAチャンピオンズリーグ 2016-17グループステージに出場 |
| 2  | ドルトムント           | 27 | 20 | 4  | 3  | 64 | 26 | +38 | 64 | UEFAチャンピオンズリーグ 2016-17グループステージに出場 |
| 3  | ヘルタ・ベルリン       | 27 | 14 | 6  | 7  | 37 | 27 | +10 | 48 | UEFAチャンピオンズリーグ 2016-17グループステージに出場 |
| 4  | シャルケ               | 27 | 13 | 5  | 9  | 39 | 35 | +4  | 44 | UEFAチャンピオンズリーグ 2016-17プレーオフに出場       |
| 5  | ボルシアMG             | 27 | 13 | 3  | 11 | 54 | 44 | +10 | 42 | UEFAヨーロッパリーグ 2016-17グループステージに出場     |
| 6  | レヴァークーゼン       | 27 | 12 | 6  | 9  | 39 | 33 | +6  | 42 | UEFAヨーロッパリーグ 2016-17予選3回戦に出場            |
| 7  | マインツ               | 27 | 12 | 5  | 10 | 35 | 33 | +2  | 41 |                                                        |
| 8  | ヴォルフスブルク       | 27 | 10 | 8  | 9  | 39 | 34 | +5  | 38 |                                                        |
| 9  | ケルン                 | 27 | 8  | 9  | 10 | 28 | 34 | −6  | 33 |                                                        |
| 10 | インゴルシュタット     | 27 | 8  | 9  | 10 | 23 | 31 | −8  | 33 |                                                        |
| 11 | シュトゥットガルト     | 27 | 9  | 5  | 13 | 43 | 54 | −11 | 32 |                                                        |
| 12 | ハンブルガーSV         | 27 | 8  | 7  | 12 | 31 | 38 | −7  | 31 |                                                        |
| 13 | ダルムシュタット       | 27 | 6  | 10 | 11 | 28 | 41 | −13 | 28 |                                                        |
| 14 | ブレーメン             | 27 | 7  | 7  | 13 | 36 | 54 | −18 | 28 |                                                        |
| 15 | アウクスブルク         | 27 | 6  | 9  | 12 | 33 | 43 | −10 | 27 |                                                        |
| 16 | ホッフェンハイム       | 27 | 6  | 9  | 12 | 30 | 43 | −13 | 27 | 入れ替え戦に出場                                       |
| 17 | フランクフルト         | 27 | 6  | 9  | 12 | 29 | 43 | −14 | 27 | 2. ブンデスリーガ 2016-2017へ降格                      |
| 18 | ハノーファー           | 27 | 5  | 2  | 20 | 22 | 49 | −27 | 17 | 2. ブンデスリーガ 2016-2017へ降格                      |

最終更新は2016年3月20日の試合終了時
出典: Kicker
順位の決定基準: 1. 勝点; 2. 得失点差; 3. 得点数.

#### 節別試合結果
| 第1節 2015年8月15日 | ボルシア・ドルトムント                                    | 4 - 0    | ボルシアMG  | ドルトムント                                                                       |  |
| 18:30               | ロイス 15分 · オーバメヤン 21分 · ムヒタリアン 33分, 50分 | レポート | ジャカ 77分 | 競技場: ジグナル・イドゥナ・パルク 観客数: 81,359人 主審: トビアス・シュティーラー |  |

| 第2節 2015年8月23日 | FCインゴルシュタット04          | 0 - 4    | ボルシア・ドルトムント                                                                                                | インゴルシュタット                                                                   |  |
| 15:30               | レッキー 25分 · ロジェール 29分 | レポート | ムヒタリアン 9分 · スボティッチ 31分 · 香川真司 37分, 84分 · ギンター 55分 · ロイス 60分 (pen.) · オーバメヤン 90+1分 | 競技場: アウディ・スポーツパーク 観客数: 15,000人 主審: クリスティアン・ディンゲルト |  |

| 第3節 2015年8月30日 | ボルシア・ドルトムント                            | 3 - 1    | ヘルタ・ベルリン                                          | ドルトムント                                                                   |  |
| 15:30               | フメルス 27分 · オーバメヤン 51分 · ラモス 90+3分 | レポート | ファン・デン・ベルフ 45分 · ヴァイザー 50分 · カルー 78分 | 競技場: ジグナル・イドゥナ・パルク 観客数: 80,500人 主審: グイド・ヴィンクマン |  |

| 第4節 2015年9月12日 | ハノーファー96                                                      | 2 - 4    | ボルシア・ドルトムント                                                                           | ハノーファー                                                    |  |
| 15:30               | ソビエフ 18分, 53分 · フェリペ 84分 · ツィーラー 85分 · サネ 90+2分 | レポート | オーバメヤン 35分 (pen.), 85分 (pen.) · ムヒタリアン 44分 · フメルス 56分 · フェリペ 67分 (o.g.) | 競技場: HDIアレーナ 観客数: 49,000人 主審: ダニエル・ジーベルト |  |

| 第5節 2015年9月20日 | ボルシア・ドルトムント                                                             | 3 - 0    | バイエル・レバークーゼン                              | ドルトムント                                                                 |  |
| 17:30               | ホフマン 19分 · 香川真司 58分 · パパスタソプーロス 61分 · オーバメヤン 74分 (pen.) | レポート | カンプル 41分 · パパドプーロス 71分 · ヴェンデウ 73分 | 競技場: ジグナル・イドゥナ・パルク 観客数: 81,359人 主審: デニス・アイテキン |  |

| 第6節 2015年9月23日 | TSG1899ホッフェンハイム                            | 1 - 1    | ボルシア・ドルトムント                | ジンスハイム                                                                             |  |
| 20:00               | ビチャクチッチ 9分 · ルディ 42分 · フォラント 82分 | レポート | オーバメヤン 55分 · ギュンドアン 69分 | 競技場: ヴィルソル・ライン＝ネッカー＝アレーナ 観客数: 29,700人 主審: トビアス・ヴェルツ |  |

| 第7節 2015年9月27日 | ボルシア・ドルトムント  | 2 - 2    | SVダルムシュタット98                                | ドルトムント                                                                     |  |
| 17:30               | オーバメヤン 63分, 71分 | レポート | ヘラー 17分, 54分 · ヴァーグナー 45+4分 · スル 90分 | 競技場: ジグナル・イドゥナ・パルク 観客数: 81,359人 主審: ローベルト・ハルトマン |  |

| 第8節 2015年10月4日 | バイエルン・ミュンヘン                                                                                                  | 5 - 1    | ボルシア・ドルトムント  | ミュンヘン                                                           |  |
| 17:30               | アラバ 4分 · ミュラー 26分, 35分 (pen.) · レヴァンドフスキ 46分, 58分 · ゲッツェ 66分 · ボアテング 78分 · キミッヒ 83分 | レポート | オーバメヤン 37分, 80分 | 競技場: アリアンツ・アレーナ 観客数: 75,000人 主審: マルコ・フリッツ |  |

| 第9節 2015年10月16日 | 1.FSVマインツ05                 | 0 - 2    | ボルシア・ドルトムント                | マインツ                                                                   |  |
| 20:30                | ハイロ 59分 · ブロジンスキ 68分 | レポート | ムヒタリアン 10分, 82分 · ロイス 18分 | 競技場: コファス・アレーナ 観客数: 34,000人 主審: トビアス・シュティーラー |  |

| 第10節 2015年10月25日 | ボルシア・ドルトムント                              | 5 - 1    | FCアウクスブルク                                        | ドルトムント                                                                   |  |
| 15:30                 | オーバメヤン 18分, 85分, 90+1分 · ロイス 21分, 33分 | レポート | ボバディジャ 49分 · ヴェルナー 60分 · フォイルナー 73分 | 競技場: ジグナル・イドゥナ・パルク 観客数: 81,359人 主審: マヌエル・グレーフェ |  |

| 第11節 2015年10月31日 | ヴェルダー・ブレーメン                                                | 1 - 3    | ボルシア・ドルトムント               | ブレーメン                                                                 |  |
| 15:30                 | ウジャー 32分 · シュテルンベルク 55分 · フリッツ 60分 · ガルベス 64分 | レポート | ロイス 9分, 72分 · ムヒタリアン 44分 | 競技場: ヴェーザーシュタディオン 観客数: 42,100人 主審: トビアス・ヴェルツ |  |

| 第12節 2015年11月8日 | ボルシア・ドルトムント                                                                          | 3 - 2    | シャルケ04                                                                                                  | ドルトムント                                                                     |  |
| 15:30                | 香川真司 30分 · ギンター 43分 · オーバメヤン 47分, 48分 · シュメルツァー 82分 · ヴァイグル 89分 | レポート | フンテラール 33分, 71分 · ゴレツカ 38分 · ジュニオール・カイサラ 46分 · ディ・サント 60分 · プラッテ 90+1分 | 競技場: ジグナル・イドゥナ・パルク 観客数: 79,956人 主審: フェリックス・ブリッヒ |  |

| 第13節 2015年11月21日 | ハンブルガーSV                                                | 3 - 1    | ボルシア・ドルトムント            | ハンブルク                                                                               |  |
| 20:30                 | ラソッガ 19分 (pen.) · ホルトビー 41分 · フメルス 55分 (o.g.) | レポート | ビュルキ 19分 · オーバメヤン 86分 | 競技場: フォルクスパルクシュタディオン 観客数: 57,000人 主審: フェリックス・ツヴァイヤー |  |

| 第14節 2015年11月29日 | ボルシア・ドルトムント                                                                            | 4 - 1    | VfBシュトゥットガルト | ドルトムント                                                                   |  |
| 15:30                 | カストロ 3分 · オーバメヤン 19分, 90+1分 · パパスタソプーロス 53分 · ニーダーマイアー 65分 (o.g.) | レポート | ディダヴィ 40分       | 競技場: ジグナル・イドゥナ・パルク 観客数: 81,359人 主審: マヌエル・グレーフェ |  |

| 第15節 2015年12月5日 | VfLヴォルフスブルク                                                                    | 1 - 2    | ボルシア・ドルトムント                                  | ヴォルフスブルク                                                                     |  |
| 18:30                | アルノルト 46分 · ヴィエイリーニャ 54分 · トレーシュ 81分 · R.ロドリゲス 90+1分 (pen.) | レポート | ロイス 32分, 44分 · ピシュチェク 90分 · 香川真司 90+3分 | 競技場: フォルクスワーゲン・アレーナ 観客数: 30,000人 主審: トビアス・シュティーラー |  |

| 第16節 2015年12月13日 | ボルシア・ドルトムント                                              | 4 - 1    | アイントラハト・フランクフルト            | ドルトムント                                                                           |  |
| 17:30                 | ムヒタリアン 24分 · オーバメヤン 57分 · フメルス 61分 · ラモス 86分 | レポート | マイアー 6分 · メドイェヴィッチ 28分 44分 | 競技場: ジグナル・イドゥナ・パルク 観客数: 81,359人 主審: クリスティアン・ディンゲルト |  |

| 第17節 2015年12月19日 | 1.FCケルン                                                  | 2 - 1    | ボルシア・ドルトムント                      | ケルン                                                                             |  |
| 15:30                 | レーマン 72分 · ツォラー 82分, 83分 · モデスト 90分, 90+1分 | レポート | パパスタソプーロス 18分 · オーバメヤン 67分 | 競技場: ラインエネルギーシュタディオン 観客数: 50,000人 主審: クヌート・キルヒャー |  |

| 第18節 2016年1月23日 | ボルシアMG                          | 1 - 3    | ボルシア・ドルトムント                                                | メンヒェングラートバッハ                                                                     |  |
| 18:30                | ラファエウ 58分 · エルヴェディ 67分 | レポート | ロイス 41分 · ムヒタリアン 50分 · ヴァイグル 74分 · ギュンドアン 75分 | 競技場: シュタディオン・イム・ボルシア・パルク 観客数: 54,010人 主審: フェリックス・ブリッヒ |  |

| 第19節 2016年1月30日 | ボルシア・ドルトムント                                                                                      | 2 - 0    | FCインゴルシュタット04        | ドルトムント                                                                   |  |
| 15:30                | ヴァイグル 28分 · パパスタソプーロス 61分 · ピシュチェク 71分 · オーバメヤン 77分, 86分 · ムヒタリアン 81分 | レポート | バウアー 26分 · モラレス 75分 | 競技場: ジグナル・イドゥナ・パルク 観客数: 81,359人 主審: グイド・ヴィンクマン |  |

| 第20節 2016年2月6日 | ヘルタ・ベルリン | 0 - 0    | ボルシア・ドルトムント             | ベルリン                                                                 |  |
| 15:30               |                  | レポート | ヴァイグル 9分 · ピシュチェク 41分 | 競技場: オリンピアシュタディオン 観客数: 74,244人 主審: マルコ・フリッツ |  |

| 第21節 2016年2月13日 | ボルシア・ドルトムント            | 1 - 0    | ハノーファー96 | ドルトムント                                                                 |  |
| 15:30                | ムヒタリアン 57分 · 香川真司 69分 | レポート | プリプ 36分    | 競技場: ジグナル・イドゥナ・パルク 観客数: 80,900人 主審: ギュンター・ペルル |  |

| 第22節 2016年2月21日 | バイエル・レバークーゼン                                                                  | 0 - 1    | ボルシア・ドルトムント            | レーヴァークーゼン                                                       |  |
| 15:30                | カンプル 25分 · エルナンデス 53分 · パパドプーロス 56分 · ベララビ 58分 · ヴェンデウ 89分 | レポート | オーバメヤン 64分 · ドゥルム 87分 | 競技場: バイ・アレーナ 観客数: 30,210人 主審: フェリックス・ツヴァイヤー |  |

| 第23節 2016年2月28日 | ボルシア・ドルトムント                                | 3 - 1    | TSG1899ホッフェンハイム | ドルトムント                                                                 |  |
| 17:30                | ムヒタリアン 80分 · ラモス 85分 · オーバメヤン 90+2分 | レポート | ルディ 25分, 58分       | 競技場: ジグナル・イドゥナ・パルク 観客数: 81,359人 主審: ペーター・ジッペル |  |

| 第24節 2016年3月2日 | SVダルムシュタット98 | 0 - 2    | ボルシア・ドルトムント                          | ダルムシュタット                                                                                     |  |
| 20:00               |                      | レポート | ラモス 38分 · ドゥルム 53分 · スボティッチ 81分 | 競技場: メルク＝シュタディオン・アム・ベレンファルトーア 観客数: 17,000人 主審: マヌエル・グレーフェ |  |

| 第25節 2016年3月5日 | ボルシア・ドルトムント | 0 - 0    | バイエルン・ミュンヘン | ドルトムント                                                                       |  |
| 18:30               | ベンダー 37分          | レポート | アロンソ 22分          | 競技場: ジグナル・イドゥナ・パルク 観客数: 81,359人 主審: トビアス・シュティーラー |  |

| 第26節 2016年3月13日 | ボルシア・ドルトムント      | 2 - 0    | 1.FSVマインツ05 | ドルトムント                                                                 |  |
| 17:30                | ロイス 30分 · 香川真司 73分 | レポート |                 | 競技場: ジグナル・イドゥナ・パルク 観客数: 81,000人 主審: デニス・アイテキン |  |

| 第27節 2016年3月20日 | FCアウクスブルク                                                                              | 1 - 3    | ボルシア・ドルトムント                                | アウクスブルク                                                          |  |
| 17:30                | フィンボガソン 16分 · カイウビー 33分 · ハウウェレーウ 87分 · コール 88分 · クラヴァン 90+2分 | レポート | ムヒタリアン 24分, 45分 · カストロ 69分 · ラモス 75分 | 競技場: WWKアレーナ 観客数: 30,660人 主審: クリスティアン・ディンゲルト |  |

| 第28節 2016年4月3日 | ボルシア・ドルトムント | v        | ヴェルダー・ブレーメン | ドルトムント                       |  |
| 18:30               |                        | レポート |                        | 競技場: ジグナル・イドゥナ・パルク |  |

| 第29節 2016年4月10日 | シャルケ04 | v        | ボルシア・ドルトムント | ゲルゼンキルヒェン               |  |
| 15:30                |            | レポート |                        | 競技場: フェルティンス・アレーナ |  |

| 第30節 2016年4月17日 | ボルシア・ドルトムント | v        | ハンブルガーSV | ドルトムント                       |  |
| 15:30                |                        | レポート |                | 競技場: ジグナル・イドゥナ・パルク |  |

| 第31節 2016年4月23日 | VfBシュトゥットガルト | v        | ボルシア・ドルトムント | シュトゥットガルト                   |  |
| 15:30                |                       | レポート |                        | 競技場: メルセデス・ベンツ・アレーナ |  |

| 第32節 2016年4月30日 | ボルシア・ドルトムント | v        | VfLヴォルフスブルク | ドルトムント                       |  |
| 15:30                |                        | レポート |                     | 競技場: ジグナル・イドゥナ・パルク |  |

| 第33節 2016年5月7日 | アイントラハト・フランクフルト | v        | ボルシア・ドルトムント | フランクフルト・アム・マイン       |  |
| 15:30               |                                | レポート |                        | 競技場: コンメルツバンク・アレーナ |  |

| 第34節 2016年5月14日 | ボルシア・ドルトムント | v        | 1.FCケルン | ドルトムント                       |  |
| 15:30                |                        | レポート |            | 競技場: ジグナル・イドゥナ・パルク |  |

### DFBポカール
| 1回戦 2015年8月9日 | ケムニッツFC      | 0 - 2    | ボルシア・ドルトムント                                    | ケムニッツ                                                                                       |  |
| 14:30              | ダンネベルク 61分 | レポート | オーバメヤン 25分 · ピシュチェク 77分 · ムヒタリアン 82分 | 競技場: シュタディオン・アン・デア・ゲラーシュトラーセ 観客数: 12,500人 主審: ペーター・ジッペル |  |

| 2回戦 2015年10月28日 | ボルシア・ドルトムント                                                                                               | 7 - 1    | SCパーダーボルン07            | ドルトムント                                                                 |  |
| 19:00                | ラモス 25分 · カストロ 30分, 58分 · 香川真司 43分 · ギュンドアン 54分 (pen.) · ピシュチェク 87分 · ムヒタリアン 89分 | レポート | ラキッチ 21分 · ヴィドラ 84分 | 競技場: ジグナル・イドゥナ・パルク 観客数: 74,605人 主審: ペーター・ジッペル |  |

| 3回戦 2015年12月16日 | FCアウクスブルク | 0 - 2    | ボルシア・ドルトムント                | アウクスブルク                                                  |  |
| 20:30                | コール 72分      | レポート | オーバメヤン 61分 · ムヒタリアン 66分 | 競技場: WWKアレーナ 観客数: 30,101人 主審: マヌエル・グレーフェ |  |

| 準々決勝 2016年2月9日 | VfBシュトゥットガルト                                                       | 1 - 3    | ボルシア・ドルトムント                                                       | シュトゥットガルト                                                                   |  |
| 20:30                 | ルップ 21分 · ニーダーマイアー 34分 · グロスクロイツ 46分 · ディダヴィ 62分 | レポート | ロイス 5分 · オーバメヤン 31分 · パパスタソプーロス 83分 · ムヒタリアン 89分 | 競技場: メルセデス・ベンツ・アレーナ 観客数: 46,500人 主審: トビアス・シュティーラー |  |

| 準決勝 2016年4月20日 | ヘルタ・ベルリン | v        | ボルシア・ドルトムント | ベルリン                         |  |
| 20:30                |                  | レポート |                        | 競技場: オリンピアシュタディオン |  |

### UEFAヨーロッパリーグ

#### 予選

##### 予選3回戦
| 第1戦 2015年7月30日 | ヴォルフスベルガー | 0 - 1    | ボルシア・ドルトムント                          | クラーゲンフルト                                                               |  |
| 21:05               | ツュンデル 47分    | レポート | ホフマン 16分 · ヴァイグル 45分 · フメルス 90分 | 競技場: ヴェルターゼー・シュターディオン 観客数: 30,250人 主審: ダビデ・マッサ |  |

| 第2戦 2015年8月6日 | ボルシア・ドルトムント                                                | 5 - 0 (2戦合計 6 - 0) | ヴォルフスベルガー                | ドルトムント                                                                      |  |
| 20:30              | ロイス 35分, 48分 · オーバメヤン 64分 · ムヒタリアン 73分, 82分, 86分 | レポート              | インクラン 29分 · シルヴィオ 82分 | 競技場: BVBシュタディオン・ドルトムント 観客数: 65,190人 主審: マリウス・アバラン |  |

##### プレーオフ
| 第1戦 2015年8月20日 | オッド                                                                             | 3 - 4    | ボルシア・ドルトムント                                      | シーエン                                                                 |  |
| 20:30               | サムエルセン 1分 · ノルクヴェレ 20分 · ルート 22分 · オルドルップ・イェンセン 42分 | レポート | オーバメヤン 34分, 76分 · 香川真司 47分 · ムヒタリアン 85分 | 競技場: オッド・スタディオン 観客数: 12,436人 主審: マヌエル・デ・ソウザ |  |

| 第2戦 2015年8月27日 | ボルシア・ドルトムント                                                                | 7 - 2 (2戦合計 11 - 5) | オッド                                  | ドルトムント                                                                              |  |
| 20:30               | ムヒタリアン 25分 · ロイス 27分, 32分, 57分 · 香川真司 40分, 90分 · ギュンドアン 51分 | レポート               | ハルボーシェン 19分, 23分 · ベルグ 64分 | 競技場: BVBシュタディオン・ドルトムント 観客数: 64,200人 主審: イェブヘン・アラノフスキー |  |

#### グループステージ
| チーム                 | 試 | 勝 | 分 | 敗 | 得 | 失 | 差  | 点 |
| ---------------------- | -- | -- | -- | -- | -- | -- | --- | -- |
| クラスノダール         | 6  | 4  | 1  | 1  | 9  | 4  | +5  | 13 |
| ボルシア・ドルトムント | 6  | 3  | 1  | 2  | 10 | 5  | +5  | 10 |
| PAOK                   | 6  | 1  | 4  | 1  | 3  | 3  | 0   | 7  |
| ガバラ                 | 6  | 0  | 2  | 4  | 2  | 12 | −10 | 2  |

最終更新は2015年12月10日の試合終了時
出典: UEFA.com
順位の決定基準: 1.勝点 2.当該チーム間の対戦成績（勝点、得失点差、得点数、アウェーゴール数の順に比較）3.総得失点差 4.総得点数
5.総アウェーゴール数 6.勝利数 7.アウェー勝利数 8.反則ポイントの少ない順 9.UEFAクラブ係数の高い順.

| 第1節 2015年9月17日 | ボルシア・ドルトムント                                              | 2 - 1    | クラスノダール                                                       | ドルトムント                                                                  |  |
| 19:00               | ギンター 45+1分 · 香川真司 80分 · ギュンドアン 85分 · 朴柱昊 90+3分 | レポート | カボレ 8分 · ママエフ 12分 · イェンドジェイチク 20分 · ラボルデ 73分 | 競技場: BVBシュタディオン・ドルトムント 観客数: 55,200人 主審: リラン・リアニ |  |

| 第2節 2015年10月1日 | PAOK                              | 1 - 1    | ボルシア・ドルトムント                                                  | テッサロニキ                                                           |  |
| 21:05               | マク 34分, 34分 · ツァベラス 69分 | レポート | ムヒタリアン 33分 · ヴァイグル 36分 · スボティッチ 52分 · カストロ 72分 | 競技場: トンバ・スタジアム 観客数: 25,663人 主審: アンソニー・テイラー |  |

| 第3節 2015年10月22日 | ガバラ                                                | 1 - 3    | ボルシア・ドルトムント                                                  | バクー                                                         |  |
| 17:00                | スタンコヴィッチ 69分 · ザルガロフ 86分 · ドド 90+3分 | レポート | オーバメヤン 31分, 38分, 72分 · パパスタソプーロス 47分 · ベンダー 83分 | 競技場: バクセル・アレナ 観客数: 10,500人 主審: イバン・ベベク |  |

| 第4節 2015年11月5日 | ボルシア・ドルトムント                                                                     | 4 - 0    | ガバラ                                                               | ドルトムント                                                                                  |  |
| 19:00               | ベンダー 14分 · ロイス 28分 · オーバメヤン 45分 · ゼニョフ 67分 (o.g.) · ムヒタリアン 70分 | レポート | ヴェルニドゥブ 8分 · メサ 71分 · ジャマロフ 86分 · ザルガロフ 90+3分 | 競技場: BVBシュタディオン・ドルトムント 観客数: 57,000人 主審: セバスティアン・デルフェリーレ |  |

| 第5節 2015年11月26日 | クラスノダール                                                                            | 1 - 0    | ボルシア・ドルトムント | クラスノダール                                                         |  |
| 17:00                | ママエフ 2分 (pen.) · ペレイラ 17分 · カボレ 53分 · イェンドジェイチク 57分 · アリ 90+4分 | レポート | フメルス 1分           | 競技場: クバン・スタジアム 観客数: 30,150人 主審: セルダル・フズブユク |  |

| 第6節 2015年12月10日 | ボルシア・ドルトムント | 0 - 1    | PAOK                                    | ドルトムント                                                                              |  |
| 19:00                | ヤヌザイ 43分          | レポート | マク 33分 · コンスタンティニディス 36分 | 競技場: BVBシュタディオン・ドルトムント 観客数: 55,200人 主審: マティアス・ゲストラニウス |  |

#### 決勝トーナメント

##### ラウンド32
| 第1戦 2016年2月18日 | ボルシア・ドルトムント         | 2 - 0    | ポルト                                                                | ドルトムント                                                                  |  |
| 19:00               | ピシュチェク 6分 · ロイス 71分 | レポート | ヴァレラ 58分 · ホセ・アンヘル 62分 · エヴァンドロ 78分 · 石鉉俊 90分 | 競技場: BVBシュタディオン・ドルトムント 観客数: 65,851人 主審: ルカ・バンティ |  |

| 第2戦 2016年2月25日 | ポルト                                              | 0 - 1 (2戦合計 0 - 3) | ボルシア・ドルトムント                                   | ポルト                                                                             |  |
| 21:05               | エヴァンドロ 14分 · ネヴェス 56分 · M.ペレイラ 90分 | レポート              | カシージャス 23分 (o.g.) · ビュルキ 58分 · シャヒン 59分 | 競技場: エスタディオ・ド・ドラゴン 観客数: 32,707人 主審: マーク・クラッテンバーグ |  |

##### ラウンド16
| 第1戦 2016年3月10日 | ボルシア・ドルトムント                | 3 - 0    | トッテナム・ホットスパー    | ドルトムント                                                                        |  |
| 19:00               | オーバメヤン 30分 · ロイス 61分, 70分 | レポート | キャロル 35分 · ラメラ 67分 | 競技場: BVBシュタディオン・ドルトムント 観客数: 65,848人 主審: ジュネイト・チャクル |  |

| 第2戦 2016年3月17日 | トッテナム・ホットスパー                              | 1 - 2 (2戦合計 1 - 5) | ボルシア・ドルトムント                  | ロンドン                                                                     |  |
| 21:05               | ラメラ 27分 · 孫興慜 74分 · アルデルヴァイレルト 79分 | レポート              | オーバメヤン 24分, 71分 · カストロ 65分 | 競技場: ホワイト・ハート・レーン 観客数: 34,593人 主審: ニコラ・リッツォーリ |  |

##### 準々決勝
| 第1戦 2016年4月7日 | ボルシア・ドルトムント | v        | リヴァプール | ドルトムント                            |  |
| 21:05              |                        | レポート |              | 競技場: BVBシュタディオン・ドルトムント |  |

| 第2戦 2016年4月14日 | リヴァプール | v        | ボルシア・ドルトムント | リヴァプール           |  |
| 21:05               |              | レポート |                        | 競技場: アンフィールド |  |

## 選手成績
2016年3月20日現在

### 得点ランキング
| 順位 | Pos | 背番号 | 選手                             | ブンデスリーガ | DFBポカール | ヨーロッパリーグ | 合計 |
| ---- | --- | ------ | -------------------------------- | -------------- | ----------- | ---------------- | ---- |
| 1    | FW  | 17     | ピエール＝エメリク・オーバメヤン | 22             | 3           | 7                | 32   |
| T2   | MF  | 11     | マルコ・ロイス                   | 10             | 1           | 4                | 15   |
| T2   | MF  | 10     | ヘンリク・ムヒタリアン           | 10             | 4           | 1                | 15   |
| T4   | MF  | 23     | 香川真司                         | 5              | 1           | 0                | 6    |
| T4   | FW  | 20     | アドリアン・ラモス               | 5              | 1           | 0                | 6    |
| 6    | MF  | 27     | ゴンサロ・カストロ               | 2              | 2           | 1                | 5    |